# RS134-49
RS134-49是一种含氮有机化合物，分子式C14H16N2，属于色胺衍生物，带有四氢吡啶环，可作为迷幻药物。